# Festuca galicicae
Festuca galicicae är en gräsart som beskrevs av Ivo Horvat och Markgr.-dann. Festuca galicicae ingår i släktet svinglar, och familjen gräs. Inga underarter finns listade i Catalogue of Life.